# Diocesi di Tene
La diocesi di Tene (in latino Dioecesis Thenitana) è una sede soppressa e sede titolare della Chiesa cattolica.

## Storia
Tene, il cui sito archeologico si trova nella periferia di Tina (governatorato di Sfax) in Tunisia, è un'antica sede episcopale della provincia romana di Bizacena.
Nell'attuale sito si possono riconoscere i resti di una basilica paleocristiana. Secondo la Vita di san Fulgenzio di Ruspe, a Tene si tenne un concilio (Thenitanum concilium).
Diversi sono i vescovi documentati di questa diocesi africana. Eucrazio prese parte al concilio di Cartagine convocato il 1º settembre 256 da san Cipriano per discutere della questione relativa alla validità del battesimo amministrato dagli eretici, e figura al 29º posto nelle Sententiae episcoporum; fu inoltre destinatario di una lettera del santo vescovo cartaginese.
Alla conferenza di Cartagine del 411, che vide riuniti assieme i vescovi cattolici e donatisti dell'Africa romana, presero parte il cattolico Latonio e il donatista Securo. Latonio figura come primate di Bizacena, probabilmente dopo la morte di Mizonio di Zella, e prese parte al concilio della Bizacena celebrato a Tisdro in data incerta tra il 416 e il 418.
Il nome di Pascasio figura al 33º posto nella lista dei vescovi della Bizacena convocati a Cartagine dal re vandalo Unerico nel 484; Pascasio, come tutti gli altri vescovi cattolici africani, fu condannato all'esilio.
Ponticano (o Ponziano) è documentato in diverse occasioni: prese parte al concilio di Iunca del 523 e fu latore di una lettera del concilio al primate Bonifacio di Cartagine; prese parte all'elezione del successore di Fulgenzio di Ruspe alla fine del 533; infine sottoscrisse una lettera all'imperatore Giustiniano I nel 544/545 sulla questione dei Tre Capitoli.
Felice sottoscrisse la lettera sinodale dei vescovi della Bizacena riuniti in concilio nel 646 per condannare il monotelismo e indirizzata all'imperatore Costante II.
A questa diocesi Mandouze, con il beneficio del dubbio, assegna anche il vescovo Pellegrino, menzionato senza indicazione della sede di appartenenza in alcune lettere di sant'Agostino, che potrebbe essere stato vescovo di Tene dopo Latonio.
Dal XIX secolo Tene è annoverata tra le sedi vescovili titolari della Chiesa cattolica; dal 27 ottobre 2021 il vescovo titolare è Joel Maria dos Santos, vescovo ausiliare di Belo Horizonte.

## Cronotassi

### Vescovi
- Eucrazio † (menzionato nel 256)
- Latonio † (prima del 411 - dopo il 416/418)
  - Securo † (menzionato nel 411) (vescovo donatista)
- Pellegrino ? † (dopo il 416/418)
- Pascasio † (menzionato nel 484)
- Ponticano (o Ponziano) † (prima del 523 - dopo il 544/545)
- Felice † (menzionato nel 646)

### Vescovi titolari
- Thomas Spreiter, O.S.B. † (13 marzo 1906 - 27 gennaio 1944 deceduto)
- Louis Francis Kelleher † (21 aprile 1945 - 26 novembre 1946 deceduto)
- Thomas Joseph McDonough † (10 marzo 1947 - 23 febbraio 1960 nominato vescovo di Savannah)
- Paolo Ghizzoni † (23 dicembre 1961 - 15 aprile 1972 nominato vescovo di San Miniato)
- Andrzej Maria Deskur † (17 giugno 1974 - 25 maggio 1985 nominato cardinale diacono di San Cesareo in Palatio)
- Marian Duś † (21 dicembre 1985 - 9 settembre 2021 deceduto)
- Joel Maria dos Santos, dal 27 ottobre 2021